# 細盤短吻獅子魚
細盤短吻獅子魚，為輻鰭魚綱鮋形目杜父魚亞目獅子魚科的其中一種，分布於西北太平洋鄂霍次克海海域，棲息深度400-700公尺，為深海底棲性魚類，體長可達17.7公分，屬肉食性，生活習性不明。

## 擴展閱讀
維基物種上的相關：細盤短吻獅子魚